# Бреконська гірська залізниця
51°48′33″ пн. ш. 3°22′02″ зх. д. / 51.8093° пн. ш. 3.36731° зх. д.
Бреконська гірська залізниця (англ. Brecon Mountain Railway, валл. Rheilffordd Mynydd Brycheiniog) — вузькоколійна залізниця (603 мм) завдовжки 5,5 км 
, 
що сполучає селище Пант, яке є північним передмістям Мертір-Тідвіл, центру однойменної адміністративної одиниці в Південному Уельсі, з містечком Торпантау, що лежить на північ від водосховища Пентуїн. 
Відкрита для руху в 1980 році і зараз функціонує як історична залізниця.

## Маршрут

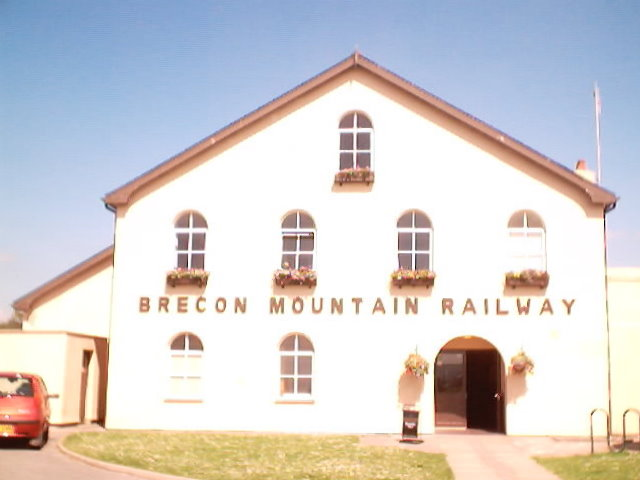
Станція «Пант»

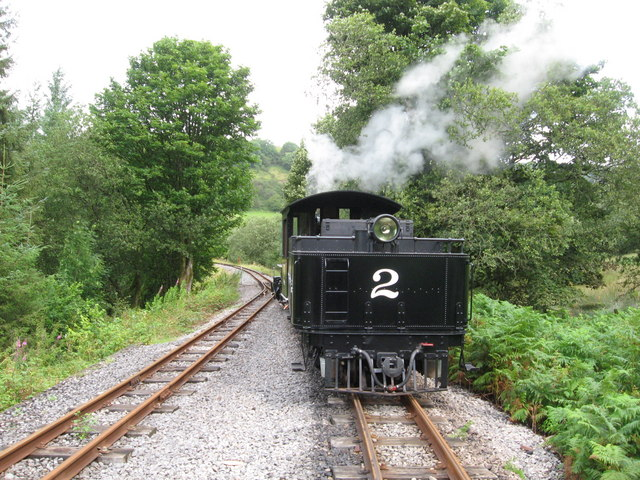
На станції «Дол-І-Гаїр»

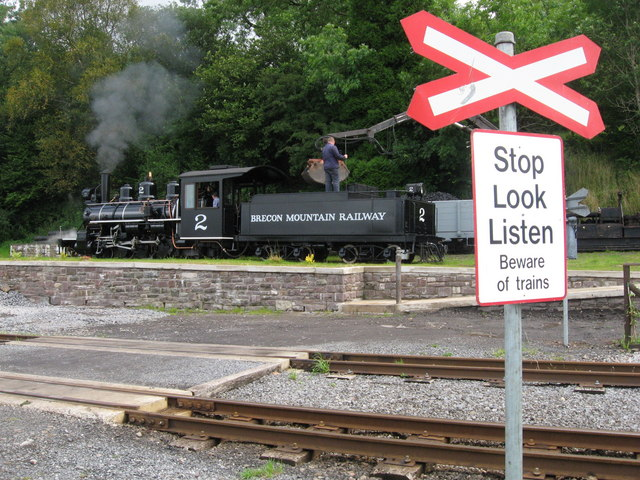
Переїзд біля станції «Понтстікілл»

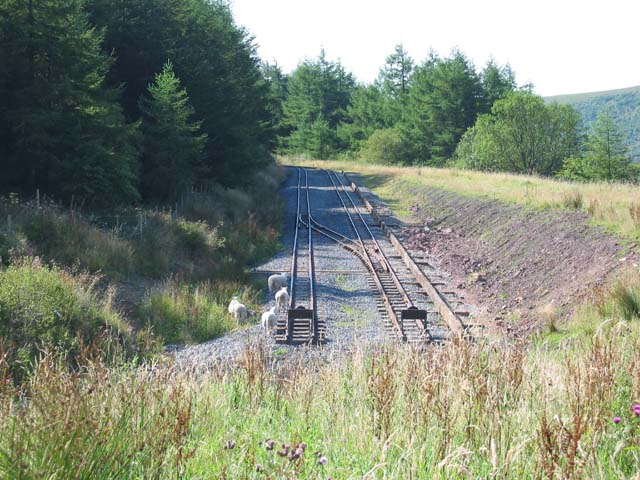
Станція «Торпантау»

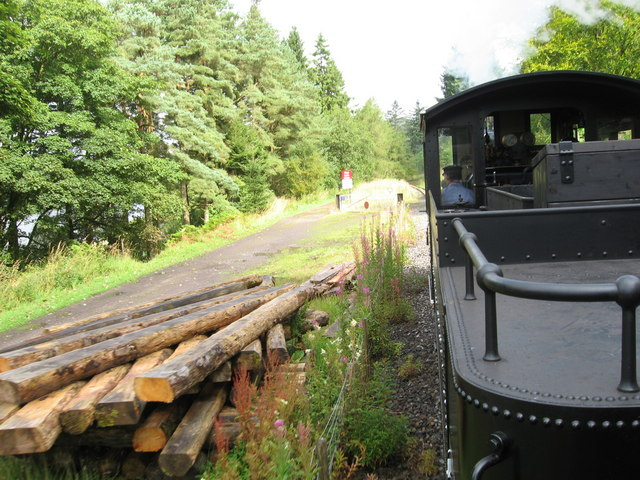
Переліски на східному березі водосховища

Лінія починається на станції «Пант», що розташована на північному краю однойменного селища, біля його цвинтаря. 
Перед станційною територією розташувалася автомобільна стоянка значних розмірів. 
Власне лінія, прямує від перону насипом нині закритої залізниці Брекона і Мертіра до самого закінчення біля містечка Торпантау. 
Колія прямує уздовж автомобільної дороги та паралельної річки Тав-Вехан, що заросла по берегах лісом, до села Понтстікілл. 
Тут розміщена станція тієї ж назви, біля якої під шаром торфу є запасні колії Стефенсонівської колії, що належали колишній Бреконській залізниці. 
Звідси добре видно три найвищі гори на території національного парку Брекон-Біконс. 
Потяги з Торпантау курсує через «Понтстікілл» без зупинки та зупиняються на цій станції тільки по дорозі назад.
За Понтстікілл залізниця прямує територією згаданого національного парку та опиняється на березі Понтстікіллського водосховища, створеного в 1927 році та затопило нижню частину села. 
Коли рівень води у водосховищі знижується, з води з'являються старі будинки та каплиця XV століття. 
Тут колія прокладена північ уздовж водойми або перелісками, що розкинулися східніше його вод, до тимчасової кінцевої станції «Дол-І-Гаїр». За Дол-І-Гаїром лінія прямує до Торпантау, що лежить на північному краю водосховища, але поїзди туди поки що не ходять, бо станція ще не обладнана перонами та іншими станційними спорудами.

## Історія

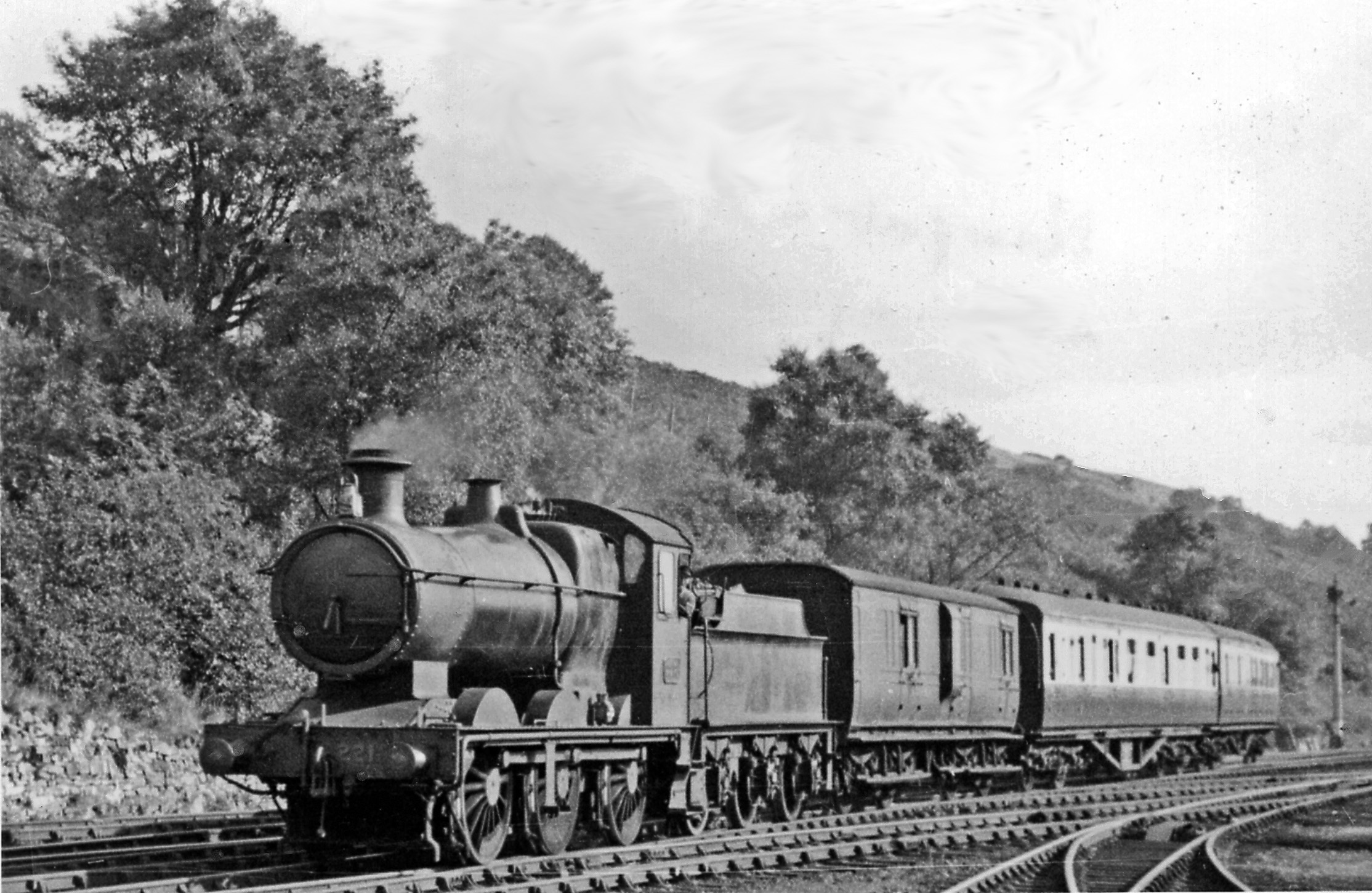
Станція «Понтстікілл» в 1949 році.

Залізниця на насипах сучасної Бреконської лінії була відкрита в 1859 
. 
— Залізниця Брекона і Мертіра, що сполучила Брекон з Пантом. 
До 1868 року, коли було збудовано дистанцію Пант — Мертир, сполучення між цими двома населеними пунктами здійснювалося гужовим транспортом. 
Коли ж названа дистанція запрацювала, то на північ від Панта рух виявився переважно пасажирським, а на південь, до Мертіра, товарним — склади везли вугілля до Ньюпорту. 
У Першу світову війну залізниця пропускала «спеціальні поїзди Джелліко», які доставляли все те ж вугілля з шахт Південного Уельсу Британському флоту у Скапа-Флоу. 
В 1922 на підставі парламентського акта про залізниці 1921 лінія Брекон — Мертир перейшла під контроль Great Western Railway і разом з нею націоналізована після Другої світової війни
. 
В 1964 
 
лінію остаточно закрили під час заходів, спрямованих на звільнення Британських залізниць від збиткових активів і названих «сокирою Бічінга»
.
До 1978 року, коли почалося будівництво нової Бреконської залізниці, колишнє майно — у тому числі й земля — закритої лінії опинилося в руках приватних власників. 
Бреконська залізниця викупила землю і нечисленні будівлі, що залишилися: сигнальну будку в Понтстікіллі і єдину опору моста, що належала Британським залізницям. 
Влітку 1980 лінію закінчили будівництво і відразу ж відкрили для руху 
.

## Сучасний стан

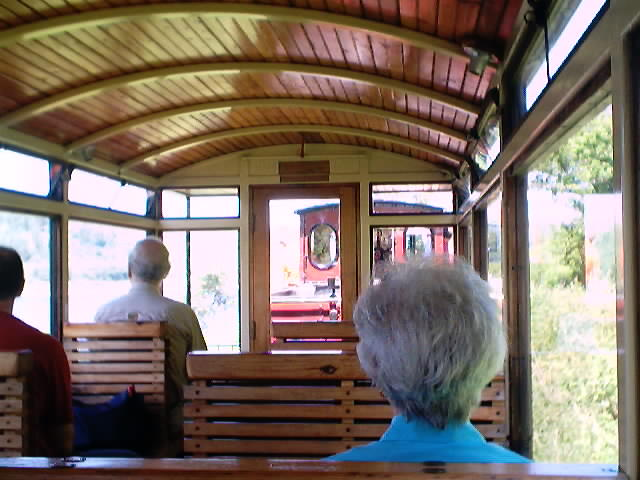
Інтер'єр вагона лінії

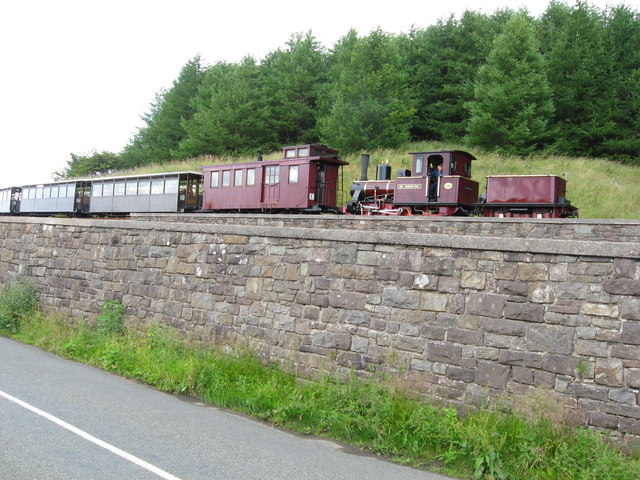
«Граф Шверін-Левиця» веде поїзд до станції «Пант»

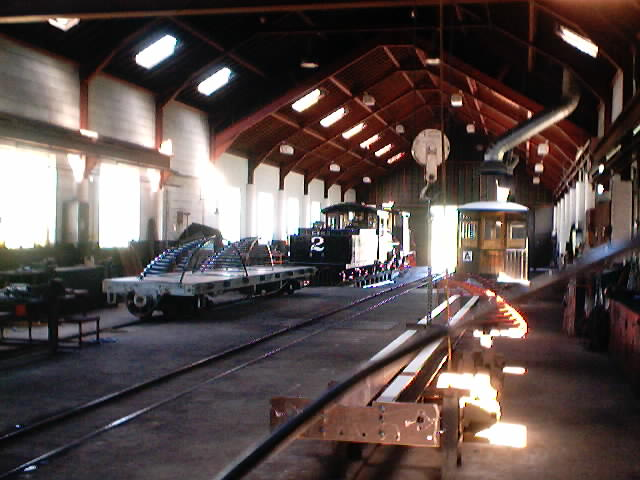
Залізничні майстерні

Рух на Бреконській гірській залізниці здійснюється цілорічно, за винятком листопада, коли поїзди на лінію не виходять і лише ресторан на станції «Пант» продовжує функціонувати у неділю. 
У недільні дні курсують склади взимку. 
Влітку рух щоденний.
Потяги на 2011 рік ведуть два паровози: «Граф Шверін-Льовіц» типу 0-3-1 і паровоз №2 американського виробництва типу 2-3-1. 
Перший був побудований 1908 року, належав німецькій Мекленбург-Померанській вузькоколійній залізниці та після її закриття продали 1973 року залізницями НДР Великій Британії у дуже поганому стані. 
Капітально ремонтувався у 1981 та 2010 роках. 
Другий був збудований в 1930 році Балдвінськими заводами у Філадельфії, водив поїзди з вапняком біля Порт-Елізабет в Південній Африці, зазнав аварії в 1974 році та був придбаний «Brecon Mountain Railway Ltd». для тоді ще планованої Бреконської залізниці. 
Зберігався на складах у Ліверпулі, потім з 1990 року ремонтувався та вийшов на лінію у 1997 році. 
Спочатку опалювався нафтою, згодом переведений на вугілля.
Вагони дороги збудовані місцевими залізничними майстернями з використанням запасних частин з Південної Африки та острова Мен. 
Примітними є й самі майстерні, розташовані на станції «Пант»: частина їхнього обладнання датується початком XIX століття.
Бреконська гірська залізниця бере участь у маркетинговій схемі "Великі вузькоколійки Уельсу".